# Cova de la Font
La Cova de la Font és una cova del terme de Conca de Dalt, al Pallars Jussà, dins de l'antic terme de Toralla i Serradell, al Pallars Jussà, en territori del poble de Rivert.
Està situada a l'extrem de ponent del poble de Rivert, a l'esquerra del barranc del Balç, a peu de carrer. La cova mateixa és una surgència d'aigua que alimenta la Font d'Amont, adjacent a la cova.
L'obertura de la cova és una boca de 12 per quatre metres, que dona a una galeria recta per la qual circula l'aigua d'aquesta surgència, a més d'estar-hi instal·lats els tubs de subministrament d'aigua a la població. Una petita resclosa construïda amb la mateixa finalitat omple d'aigua el sòl de la segona meitat de la galeria. Al final de la galeria es troba una sala amb grans blocs de pedra que l'ocupen quasi tota. A partir d'aquesta sala la galeria continua fins a un sifó, a partir de la qual la galeria es bifurca: una d'ascendent, molt estreta i una de descendent, també força estreta. Totes dues són ja per a espeleòlegs experts.
L'exploració d'aquesta cova presenta moltes dificultats a l'estiu, atès que és el subministrament de l'aigua de boca de la població, a l'època que en té més necessitat. També en presenta en èpoques de crescuda, ja que el volum d'aigua arriba a obturar del tot els passos de penetració ja des de la primera galeria.